# Lower Gwynedd Township (comté de Montgomery, Pennsylvanie)
Pour les articles homonymes, voir Lower Gwynedd Township.
Lower Gwynedd Township est un township du comté de Montgomery, en Pennsylvanie, aux États-Unis.